# Аутсорсинг бізнес-процесів
Аутсорсинг бізнес-процесів (англ. Business Process Outsourcing, BPO) — це вид аутсорсингу, який передбачає передання третій стороні-надавачеві послуг відповідних повноважень із здійснення операційної діяльності та відповідальності за певні бізнес-функції (або процеси). Спочатку цей вид діяльності асоціювався із виробничими компаніями на зразок Coca Cola, які передавали повноваження із здійснення операційної діяльності у великих сегментах власного ланцюга постачання.
Як правило, на ринку BPO розрізняють внутрішній аутсорсинг, який включає у себе бізнес-функції на зразок управління людськими ресурсами або фінансами, а також - бухгалтерський облік; і зовнішній аутсорсинг, прикладом якого є послуги контакт-центру або кол-центру.

## Переваги BPO
Співпраця із компанією-BPO передбачає, що для аутсорсингу двох і більше різнопланових процесів можна залучити одну компанію-BPO. Така схема дозволяє витрачати менше зусиль на управління, комунікацію та контроль переданих у аутсорсинг процесів, а також - менші фінансові витрати.
Вважається, що основною перевагою аутсорсингу бізнес процесів є те, що він дозволяє збільшити "гнучкість" компанії у межах її щоденної діяльності.
У ранніх 2000-них, у процесі співпраці із BPO переважно йшлося про ефективність використання коштів та зменшення витрат, що дозволяло замовникам таких послуг бути більш гнучкими і пристосованими до умов ринку в умовах конкуренції.
Через розвиток технологій та зміни у багатьох галузях (йдеться про перехід від продуктової до сервісної моделі), компанії, котрі віддають на аутсорсинг свої внутрішні процеси, у більшості випадків очікують гнучкості у годинах роботи, а також бажають мати прямий контроль над якістю послуг.
BPO може допомогти компаніям стати більш гнучкими у наступний спосіб:
- Більшість BPO компаній пропонують співпрацю за принципом оплати за фактично надані послуги. Такий підхід допомагає компаніям-замовникам трансформувати свої постійні витрати у змінні витрати. Змінні витрати дозволяють компанії відповідати викликам ринку у потрібному об'ємі, не інвестуючи у людські та інші ресурси «про запас». Такий підхід дає гнучкість в управлінні ресурсами, а також дозволяє зменшити час, необхідний для реагування на зміни ринкової ситуації.

- Інший спосіб, у який BPO допомагають компанії стати більш гнучкою — можливість компанії концентруватися виключно на своїх ключових компетенціях. Передаючи супровідні процеси компанії-BPO, ключові співробітники позбавляються потреби займатися неосновними адміністративними процесами, і можуть інвестувати більше часу та зусиль у основний бізнес компанії. Головне у таких обставинах — чітко розуміти, які саме фактори допомагають компанії створювати цінність — комунікація із клієнтом, лідерська позиція продукту чи операційна ефективність. Фокусуючись на одному або кількох факторах, компанія може будувати конкурентну перевагу.

- Ще один спосіб, у який BPO допомагають компанії стати більш гнучкою - пришвидшення бізнес-процесів компанії. Управління процесом постачання, за умови ефективного використання ресурсів партнерів у галузі постачання та аутсорсингу бізнес-процесів може позитивно вплинути на всі бізнес-процеси, і зокрема - на пропускну здатність  виробничої компанії.

У загальному, гнучкість вважається ступенем циклу організаційного розвитку: компанія може досягати цілей зросту, якщо уникатиме стандартних "вузьких місць" ведення бізнесу. У цій ситуації BPO дозволяє зберігати підприємницьку швидкість та спритність, якими, у іншому випадку, довелося би пожертвувати, щоб стати більш ефективними, беручи до уваги розмір.
Компанія може рости швидшими темпами, оскільки не буде обмежена значними капітальними витратами на працівників або обладнання, на амортизацію якого можуть піти роки, або воно застаріє, і буде тягарем для компанії.

## Розмір ринку
Станом на 2012 рік, розмір світового ринку BPO оцінювався у більш ніж 99 мільярдів доларів США.
Довгий час Індія залишалася країною, котра опрацьовувала найбільшу кількість контрактів щодо аутсорсингу бізнес процесів.
Домінування Індії згодом було поставлене під сумнів такими країнами як Філіппіни, Малайзія, Китай у Азії; Єгипет та Марокко у Північній Африці; Бразилія, Мексика, Чилі та Колумбія у Латинській Америці; Польща та Ірландія у Європі, у галузі голосових послуг.
Як приклад, можна сказати про російські аутсорсингові компанії Beeper та Telecontact, які надають послуги BPO у цілому, та аутсорсингу контактного центру зокрема, на території України, у місті Житомир. Компанії пропонують конкурентний рівень заробітної плати, та хороші умови праці.
Ринок аутсорсингу і BPO в Україні, ймовірно, буде рости у наступні роки - якщо брати до уваги наявність економічно більш розвинутих сусідніх країн, та кваліфікацію наявних  трудових ресурсів. 
Частку України у структурі світового ринку вичленувати неможливо через слабку розвинутість ринку в Україні. Всеукраїнська Асоціація Контактних Центрів (ВАКЦ) у своїх дослідженнях ринку контакт-центрів торкається тематики аутсорсингових кол-центрів в Україні, проте вживати термін BPO до фірми, котра надає послуги одного виду не є коректним. Тому аутсорсинговий кол-центр не є BPO автоматично - за винятком випадків, коли ним також надаються інші послуги на зразок обробки даних, розсилання електронних повідомлень, розробки програмного забезпечення тощо. 
Разом із тим, на ринку вже є фірми, котрі надають комплекс аутсорсингових послуг, і позиціонують себе як BPO.

## Виноски
1. ↑  WinTRADE Services Overview. YouTube. WinTRADEchannel. 22 травня 2013. Архів оригіналу за 31 грудня 2015. Процитовано 29 травня 2021.
2. ↑  Архівована копія. Архів оригіналу за 23 квітня 2013. Процитовано 10 квітня 2013.{{cite web}}:  Обслуговування CS1: Сторінки з текстом «archived copy» як значення параметру title (посилання)
3. ↑  Архівована копія. Архів оригіналу за 14 травня 2013. Процитовано 10 квітня 2013.{{cite web}}:  Обслуговування CS1: Сторінки з текстом «archived copy» як значення параметру title (посилання) [Архівовано 2013-05-14 у Wayback Machine.]
4. ↑  Архівована копія. Архів оригіналу за 5 березня 2013. Процитовано 10 квітня 2013.{{cite web}}:  Обслуговування CS1: Сторінки з текстом «archived copy» як значення параметру title (посилання)
5. ↑  Архівована копія. Архів оригіналу за 13 квітня 2013. Процитовано 10 квітня 2013.{{cite web}}:  Обслуговування CS1: Сторінки з текстом «archived copy» як значення параметру title (посилання) [Архівовано 2013-04-13 у Wayback Machine.]
6. ↑  Архівована копія. Архів оригіналу за 20 травня 2013. Процитовано 10 квітня 2013.{{cite web}}:  Обслуговування CS1: Сторінки з текстом «archived copy» як значення параметру title (посилання)